# Kuy jezik
Kuy jezik (ISO 639-3: kdt; ostali nazivi za njega su: aouei, cuoi, dui, khamen-boran, kuay, kui souei, kui, kuoy, kuuy, soai, starokhmerski, suai, suay, suei, sui, suoi), austroazijski jezik uže katujske skupine, kojim govori oko 488 900 ljudi, većina u Tajlandu 400 000 (2006 Mahidol), i 37 700 u Kambodži (2007) i 51 200 u Laosu (2000).
U Tajlandu se govori u provincijama Buriram, Surin, Sisaket, Ubon i Roi Et. U Kambodži u provincijama Preah Vihear, Siem Reap, Kampong Thom, Stung Traeng i Kratie, te u Laosu na obje obale Mekonga u provincijama Savannakhet, Saravan i Sedone. 
U Kambodži se piše khmerskim pismo, a khmerski se uči i u školi. Dijalekti su mu chang (suai chang), nheu i kuay u Tajlandu, kuy antra, kuy anthua, kuy may (kuy ma’ay) i kuy mlor u Kambodži i antra i na nhyang u Laosu.

## Vanjske poveznice
- Ethnologue (14th)
- Ethnologue (15th)